# アサヒカメラ
| 発行年   | 号       | 写真家     |
| -------- | -------- | ---------- |
| 1962     | 1 - 12月 | 安西吉三郎 |
| 1963     | 1-12月   | 今村昌昭   |
| 1964     | 1 - 4月  | 横須賀功光 |
| 1964     | 5 - 8月  | 杉木直也   |
| 1964     | 9 - 12月 | 林宏樹     |
| 1965     | 1 - 4月  | 藤井秀樹   |
| 1965     | 5 - 8月  | 長岡宏     |
| 1965     | 9 - 12月 | 立石敏雄   |
| 1966     | 1 - 4月  | 西宮正明   |
| 1966     | 5 - 8月  | 浅野重司   |
| 1966     | 9 - 12月 | 操上和美   |
| 1967 – 8 | 該当なし | 該当なし   |
| 1969     | 1 - 12月 | 操上和美   |
| 1970     | 1 - 12月 | 森山大道   |
| 1971     | 1 - 12月 | 小西海彦   |
| 1972     | 1 - 12月 | 篠山紀信   |
| 1973     | 1 - 12月 | 高梨豊     |
| 1974     | 1 - 12月 | 佐藤明     |
| 1975     | 1 - 12月 | 沢渡朔     |
| 1976     | 1 - 12月 | 柳沢信     |
| 1977     | 1 - 12月 | 大倉舜二   |
| 1978     | 該当なし | 該当なし   |
| 1979     | 1 - 12月 | 佐藤明     |
| 1980     | 1 - 12月 | 稲村隆正   |
| 1981     | 1 - 12月 | 稲越功一   |
| 1982     | 1 - 6月  | 十文字美信 |
| 1982     | 7 - 12月 | 横須賀功光 |
| 1983     | 1 - 12月 | 沢渡朔     |
| 1984     | 該当なし | 該当なし   |
| 1985     | 1 - 12月 | 沢渡朔     |

アサヒカメラとは、朝日新聞出版（2008年3月までは朝日新聞社）から刊行されていたカメラ・写真に関する雑誌。

## 概要
1926年に創刊。前年に開催された『アサヒグラフ』主催「ニエプス写真百年祭」で、アマチュア写真家団体の統一組織として全日本写真連盟の設立が提案され、その機関紙として企画された経緯がある。
初代編集長は『アサヒグラフ』写真面を担当していた成沢玲川であり、成沢は写真家立木義浩の伯父にあたる。
写真作品を紹介するページもあるが、鑑賞よりもむしろ「撮影」、すなわち写真機材や撮影技術の紹介に重点が置かれており、休刊までそのスタイルで一貫していた。
第二次世界大戦中の1942年に一時休刊するも、戦後の1949年10月号から復刊した。復刊後の編集長は津村秀夫（7年間）。2018年当時の編集長は佐々木広人。
長年にわたる部数低迷に加え、2020年には新型コロナウイルス感染症の流行の影響から広告収入が激減したことに伴い、発行を維持することが困難となり、同年6月19日発売の同年7月号を持って休刊することとなった。これにより現存する定期刊行の写真雑誌としては最古となる94年の歴史に幕を下ろした。今後は朝日新聞出版のニュースサイト「AERA dot.」で記事を配信するとともに、増刊やムックは発行を予定しているほか、木村伊兵衛写真賞は引き続き朝日新聞社・朝日新聞出版の共催で続けていくとしている。最終号の特集は「構図は名作に学べ！」であった。

## 木村伊兵衛写真賞
朝日新聞社主催による写真の賞で、プロ・アマ・年齢を問わず、毎年1月から12月までに雑誌・写真集・写真展などに発表された作品を対象とし、写真の創作・発表活動において優れた成果をあげた新人に贈られる。受賞発表・選考内容等は毎年3月発行の本誌に掲載される。

## 事件
- 本誌2009年1月号に表紙及び一部特集記事が先行掲載され、2009年1月31日に発売された写真集『20XX TOKYO』（篠山紀信撮影）に関して、公然わいせつ罪と礼拝所不敬罪で東京簡易裁判所から篠山本人に対し罰金30万円の略式命令が下った。
- 写真家の丸田祥三と小林伸一郎間で争われている風景剽窃裁判を記事にするにあたり、原告弁護団から提供を受けた裁判の争点となっている写真を裁判と無関係な写真にすり替え、事実とは異なる捏造記事を2009年3月号に掲載した。その後、アサヒカメラ側は自らの非を認めて謝罪し、2009年4月号にお詫びと訂正を掲載した。写真のすり替えについては、原告弁護団から写真の提供を受けたライターが「自分の自宅に隠した」ことを、アサヒカメラ編集部による内部調査で認めている。

## １月号表紙・巻頭グラビア
1995年からその年の１月号の表紙、及び、巻頭グラビアの撮影を篠山紀信が担当している。
| 年   | 巻頭グラビアタイトル           | 巻頭グラビアモデル | 表紙モデル                            | 頁数 |
| ---- | ------------------------------ | --- | ------------------------------------- | ---- |
| 2019 | ラ・リューシュの館             | 結城モエ 松井りな 高尾美有 | 松井りな 高尾美有                     | 32   |
| 2018 | 処女（イノセンス）の館         | 人形協力 4woods 早乙女トトロ 七彩 | 玉城ティナ                            | 32   |
| 2017 | 快楽の館２                     | 壇蜜 和泉里沙 KIKI 麻乃ゆりあ 境橋りお 松田リヤ 佐々木心音 三上悠亜 紗倉まな 葵 星空もあ 桃瀬ゆり 成田エリ 染谷有香 葉加瀬マイ 堀江愛美 マックフォーデン裕美 三上のどか 遥エリ 矢吹春奈                        | 壇蜜                                  | 32   |
| 2016 | 館にてⅡ                        | 記載なし | 記載なし                              | 32   |
| 2015 | 官能とデガダンの館にでの出来事 | 記載なし | 記載なし                              | 32   |
| 2014 | Deauville Nuville              | 記載なし | 記載なし                              | 24   |
| 2013 | Before/After                   | YURIYA KIRITANI AYAKA TOMODA YUKIKO SUOU HITOMI NAKAMURA MEISA CHIBANA YUI FUJISHIMA MAKO ODA MIKU OHASHI SAKI NINOMIYA RISA TSUKINO TSUBASA AMAMI MAKOTO YUUKI NANAMI KAWAKAMI MIDORI HAYAKAWA ASUKA KUROSAWA | 桐谷ユリア                            | 32   |
| 2012 | Before/After                   | 記載なし | 記載なし                              | 16   |
| 2011 | AKB48劇場                      | 高橋みなみ チームA チームB チーム研究生(AKB48) | 大島優子                              | 16   |
| 2010 | 仁左衛門の性根                 | 片岡仁左衛門 坂東玉三郎 | 片岡仁左衛門 坂東玉三郎               | 16   |
| 2009 | 20XX                           | 原沙央莉 | 原沙央莉                              | 16   |
| 2008 | 海老蔵ラビアンス               | 市川海老蔵 | 市川海老蔵                            | 16   |
| 2007 | 芝居小屋の勘三郎               | 中村勘三郎 中村扇雀 片岡亀蔵 片岡市蔵 中村七之助 坂東弥十郎 ボランティアの女子高生(同朋高校) | 中村勘三郎                            | 16   |
| 2006 | カブキはカゲキ                 | 坂東玉三郎 中村勘三郎 尾上菊之助 | 坂東玉三郎                            | 16   |
| 2005 | 夜へ EIKO KOIKE                | EIKO KOIKE | 小池栄子                              | 16   |
| 2004 | Tokyo Digital Night            | 米倉涼子 小倉ありす 薫桜子 香山聖 瀬戸朝香 | 南波杏                                | 16   |
| 2003 | かくも甘きデジタルの官能       | 安達祐実 小倉聖 清水あき 仲間由紀恵 酒井はな | 安達祐実                              | 16   |
| 2002 | ザ・デジタル                   | 天及りん 苺みるく 深芳野 青木理央 | 苺みるく                              | 16   |
| 2001 | 初春八掛拾大歌舞伎             | 坂東玉三郎 中村福助 市川右近 市川猿之助 | 坂東玉三郎                            | 16   |
| 2000 | 肉体の愉悦                     | マニュエル・ルグリ オレリー・デュポン バンジャマン・ペッシュ イザベル・ゲラン モニク・ルディエール エリザベット・モーラン                                                                                      | マニュエル・ルグリ オレリー・デュポン | 16   |
| 1999 | 愛と肉体                       | マニュエル・ルグリ バンジャマン・ペッシュ オレリー・デュポン ステファーヌ・ブーリ 木村規予香 ローラン・フォーゲル                                                                                              | オレリー・デュポン                    | 16   |
| 1998 | 鍛錬と肉体                     | ピア・ゲネット アンナ・ポリカルバヴァ アン、ロベルト・ボッレ ウラジミール・マラーホフ | アンナ・ポリカルバヴァ                | 16   |
| 1997 | 美しい肉体                     | (アトランタ五輪・TOTO国際スーパー陸上で撮影) | 記載なし                              | 15   |
| 1996 | 乙女の祈り                     | 吉野紗香 水谷妃里 宝生舞 裕木奈江 山崎俗里 真田麻垂美 栗山千秋 豊宮三馨 五十嵐淳子 アンジェラ 小針知子 吉川ひなの 浜丘麻矢                                                                                     | 吉野紗香                              | 15   |
| 1995 | 芸術写真                       | ロビン ポケない座の皆さん コーリー デビー 制服向上委員会 ジミー 吉野紗香 梅宮アンナ 宮沢りえ | 宮沢りえ『白い花』                    | 15   |

モデル名については該当雑誌内に表記が通り記述。巻頭グラビア・目次・撮影ノートにもモデル名の掲載が無き場合、“記載なし”とした。
但し例外的ではあるが1997年はモデル名の記載がなかったが、本文に“アトランタ五輪・TOTO国際スーパー陸上”とあり、モデルを特定する重要な情報としてこれを記載した。
また、2018年は“＜人形協力＞4woods、早乙女トトロ、七彩”とあり、人間モデルではないが人形を特定する重要な情報としてこれを記載した。4woodsはラブドール製造メーカー、早乙女トトロはラブドールレンタル店 エロエロ天使店主、七彩はマネキン人形製造メーカーである。

## 年鑑
アサヒカメラの編集で、第二次世界大戦前から断続的に年鑑が刊行されている。例えば「日本写真年鑑」、「アサヒカメラ年鑑」、「カメラブック」などである。刊行時期により、その内容は大きく異なる。
刊行は2011年以降休止されている。

## 刊行物
アサヒカメラを名称に付けた、写真撮影に関する書籍を積極的に刊行している。例えば、次のようなものが存在する。
- アサヒカメラ教室
- アサヒカメラ講座／新アサヒカメラ講座
- アサヒカメラ叢書
- アサヒカメラニューフェース診断室

## 戦前のアサヒカメラの巻号
戦前（第二次世界大戦終了まで）のアサヒカメラの「巻」は、1年の前半（1月号 - 6月号）と後半（7月号 - 12月号）で異なっている。そのようにしていた理由は不明である。なお、「巻」と刊行時期の対応は具体的には以下のとおり。
- 第1巻→1926年（大正15年）4月号（創刊号） - 6月号
- 第2巻→1926年（大正15年）7月号 - 12月号
- 第3巻→1927年（昭和2年）1月号 - 6月号
- 第4巻→1927年（昭和2年）7月号 - 12月号
- 第5巻→1928年（昭和3年）1月号 - 6月号
- 第6巻→1928年（昭和3年）7月号 - 12月号
- 第7巻→1929年（昭和4年）1月号 - 6月号
- 第8巻→1929年（昭和4年）7月号 - 12月号
- 第9巻→1930年（昭和5年）1月号 - 6月号
- 第10巻→1930年（昭和5年）7月号 - 12月号
- 第11巻→1931年（昭和6年）1月号 - 6月号
- 第12巻→1931年（昭和6年）7月号 - 12月号
- 第13巻→1932年（昭和7年）1月号 - 6月号
- 第14巻→1932年（昭和7年）7月号 - 12月号
- 第15巻→1933年（昭和8年）1月号 - 6月号
- 第16巻→1933年（昭和8年）7月号 - 12月号
- 第17巻→1934年（昭和9年）1月号 - 6月号
- 第18巻→1934年（昭和9年）7月号 - 12月号
- 第19巻→1935年（昭和10年）1月号 - 6月号
- 第20巻→1935年（昭和10年）7月号 - 12月号
- 第21巻→1936年（昭和11年）1月号 - 6月号
- 第22巻→1936年（昭和11年）7月号 - 12月号
- 第23巻→1937年（昭和12年）1月号 - 6月号
- 第24巻→1937年（昭和12年）7月号 - 12月号
- 第25巻→1938年（昭和13年）1月号 - 6月号
- 第26巻→1938年（昭和13年）7月号 - 12月号
- 第27巻→1939年（昭和14年）1月号 - 6月号
- 第28巻→1939年（昭和14年）7月号 - 12月号
- 第29巻→1940年（昭和15年）1月号 - 6月号
- 第30巻→1940年（昭和15年）7月号 - 12月号
- 第31巻→1941年（昭和16年）1月号 - 6月号
- 第32巻→1941年（昭和16年）7月号 - 12月号
- 第33巻→1942年（昭和17年）1月号 - 4月号（戦前の最終号）

戦前の期間では全部で193号（193冊）が刊行されている。ただしそれ以外に「臨時増刊」も適宜刊行されている。臨時増刊の具体例は以下のとおり。
- 1935年6月：最新の写真知識
- 1936年4月：アマチュア春の写真術
- 1936年7月：アマチュア夏の写真術
- 1936年9月：アマチュア秋の写真術
- 1936年12月：アマチュア冬の写真術
- 1937年4月：春の大衆版
- 1937年6月：夏の大衆版
- 1937年8月：最新の写真知識
- 1937年10月：秋の大衆版
- 1937年10月：人物写真術
- 1937年12月：冬の大衆版
- 1938年4月：春の特別号
- 1938年6月：夏の特別号
- 1938年10月：秋の特別号
- 1938年11月：子供の撮り方
- 1938年12月：冬の特別号
- 1939年4月：春の写真術　海と山
- 1939年6月：夏の写真術
- 1939年10月：秋の写真術
- 1939年12月：冬の写真術
- 1940年2月：最新の写真知識
- 1940年4月：春の特別号
- 1940年6月：夏の特別号
- 1940年10月：秋の特別号